# Briavacca
Briavacca (Briavacca in dialetto milanese, AFI: [briaˈvaka]) è una frazione del comune italiano di Rodano posta ad ovest nel centro abitato, verso l'idroscalo.

## Storia
Registrato agli atti del 1751 come un villaggio milanese di 103 abitanti, alla proclamazione del Regno d'Italia nel 1805 Briavacca risultava avere 150 residenti. Nel 1809 un regio decreto di Napoleone soppresse il municipio annettendolo a Pantigliate, e poi a Pioltello nel 1811. Il Comune di Briavacca fu poi ripristinato nel 1816 dopo il ritorno degli austriaci, i quali lo ampliarono nel 1841 annettendogli Cassignanica, tanto che nel 1853 si registrarono 447 residenti saliti a 477 nel 1861.
Il comune di Briavacca fu definitivamente soppresso nel 1869 allorquando, dopo un'iniziale ipotesi di unione con Pioltello, su richiesta delle popolazioni locali si decise di annetterlo definitivamente a Rodano a far data dal 1º gennaio 1870.